# Galáxia Anã de Triangulum II
A Galáxia Anã de Triangulum II (Tri II ou Laevens 2) é uma galáxia anã próxima da Via Láctea. Ela contém apenas 1000 estrelas, mas é bastante grande. É classificada como uma galáxia anã esferoidal (dSph) o que significa que ela tem uma forma aproximadamente arredondada com um raio de cerca de 	0,07 kpc.
A sua distância a partir do centro da Via Láctea é de 26 kpc. Sua luminosidade é de 450 vezes a do Sol. Isso torna ela em uma das galáxias conhecidas mais escuras. A galáxia foi descoberta em 2015, através de imagens tiradas pelo Pan-STARRS por Benjamin P. M. Laevens.